# اکرم محمدی امینی
اکرم محمدی امینی، عضو تیم ملی بیلیارد ایران و دارای اولین مدال بین‌المللی زنان بیلیارد ایران در بخش ناین بال انفرادی بانوان می‌باشد. در سال ۱۳۶۷ چشم به جهان گشود، او از کودکی در رشته‌های مختلف ورزشی فعال بود از جمله شنا، بسکتبال و غواصی. تحصیلات او لیسانس تربیت بدنی می‌باشد. در سال ۱۳۹۵ مدال برنز رشته ۹ بال انفرادی (اولین دوره بازی‌های بیلیاردی در کشور امارات-فجیره) را دریافت کرد و تا سال ۱۳۹۶ توانسته است در مسابقات قهرمانی کشور (رنکینگ کشوری) ۹ مدال طلا را از آن خود کند. به دلیل پیشرفت سریع‌اش در این رشته به او لقب «نابغه» را داده‌اند.

## افتخارات[۳][۴]
- کسب مقام سوم مسابقات بیلیارد آسیایی (اولین مدال تاریخ بیلیارد بانوان ایران)[۵]
- ۹ قهرمانی مسابقات رنکینگ اسنوکر کشور[۶]
- حضور در جمع ۸ نفر برتر جهان در مسابقات جهانی مصر۲۰۱۵